# Patrick Strzoda
Patrick Strzoda (Thann, 5 de enero de 1952) es un político del alto escalón francés, exalcalde y miembro del gabinete del Presidente Emmanuel Macron. Es el actual representante francés en el Principado de Andorra desde el 14 de mayo de 2017.

Proveniente de una familia de origen polaco, tiene una licencia de inglés obtenida en la Universidad de Franche-Comté y una licencia de derecho obtenida en la Universidad de Estrasburgo, Patrick Strzoda comenzó su carrera como asesor de administración escolar y universitario del Ministerio de Educación Nacional en 1975. En 1983, se unió a la ENA (promoción Leonardo da Vinci) y se unió a la prefectura como director del gabinete del prefecto de Dordoña en 1985. Él luego se convirtió en subprefecto de Saint-Jean-de-Maurienne en 1987, luego secretario general del comité organizador de los Juegos Olímpicos de Invierno de 1992 en Albertville, todavía en Saboya.